# Marchocice (województwo małopolskie)
Marchocice – wieś w Polsce położona w województwie małopolskim, w powiecie miechowskim, w gminie Racławice.
W latach 1954–1960 wieś należała i była siedzibą władz gromady Marchocice, po jej zniesieniu w gromadzie Racławice. W latach 1975–1998 miejscowość administracyjnie należała do województwa kieleckiego. Integralne części miejscowości: Błonie, Półanki, Skrzypie, Walusin.